# Paris One DJ Webradio
Paris One DJ Webradios (ou P1 DJ Webradios) est un bouquet de cinq webradios (ou cinq « flux ») consacrées exclusivement à la musique électronique, active entre 2003 et 2010. L'association loi de 1901 est créée en 2003. Chaque flux correspond à un style de musique différent : tendance club, house et electro sur le flux P1 Club, underground, electro et techno sur P1 Reverse, deep house, garage house et soulful chic sur P1 Deeper, tendance trance, uplifting trance et trance progressive sur P1 Trance et de la dance, des bootlegs et des remixes sur P1 Dance. Paris One DJ Webradio diffuse une playlist avec des titres phares et des nouveautés ainsi que des émissions mixées par plus de 100 DJ résidents, professionnels ou amateurs.

## Histoire

### Première période (2003–2005)
Tout commence en 2003 avec un article sur Live 365, que Sébastien Petit découvre dans un magazine télé (Télé Câble Satellite Hebdo). Sébastien Petit est intéressé par la perspective de pouvoir créer sa propre webradio. Il décide alors de monter une webradio associative, avec pour objectif d'offrir aux auditeurs un projet innovant. On est en 2003, et la poursuite de la construction européenne est en plein essor ; il a alors l'idée d’un « Top 40 » des tubes européens pour contribuer à faire découvrir ce que nos voisins écoutent, et favoriser ainsi l’esprit d'appartenance à une communauté européenne. Grâce à l’aide d’expatriés, il monte un site web consacré à l’actualité musicale européenne. Le site web est lancé en février 2004.
En plus du « Top 40 européen », la grille prévisionnelle des programmes comporte des émissions thématiques hebdomadaires, avec notamment la thématique « club » consacrée à la musique électronique (vendredi et samedi de 21 h à 1 h), avec DJ Yoan M, premier DJ résident à rejoindre l'équipe de Paris One.
Le projet de ce « Top 40 européen » peine malgré tout à voir le jour. Les titres ne sont pas faciles à trouver, et les classements des meilleures ventes de chaque pays européen non plus. Deux problèmes viennent s'ajouter à ces difficultés, l'un financier et l'autre juridique. L'achat des morceaux ne peut se faire que sur des sites de vente en ligne étrangers comme Amazon Allemagne, l'accès aux sites de téléchargement légal étrangers étant bloqués depuis la France. Les coûts de constitution du fond musical commencent à être trop élevés, et la diffusion de titres sur Internet se heurte à un aspect nouveau que la SACEM peine à rendre lisible dans une période de flou juridique sur cet aspect

### Deuxième période (2005)
Malgré les obstacles financiers et juridiques, Sébastien Petit décide de poursuivre l’aventure Paris One en changeant de ligne éditoriale, et en s'appuyant davantage sur la grille des soirées thématiques « Club » du vendredi et du samedi. La webradio s’oriente donc plus vers des émissions de musique électronique mixées par des DJ, toujours dans l'optique de faire découvrir aux auditeurs une programmation qu’ils n’entendraient pas forcément sur les radios FM déjà existantes, et très peu sur les quelques webradios françaises à cette époque (Radio 9, Radio FG …). Avril 2004, le concours Dance Reloaded est lancé pour le recrutement de nouveaux DJ. Une annonce est passée dans le magazine Only for DJs, et les participants doivent mixer une dizaine de titres imposés en moins de 6 minutes. C’est DJ Yoan M qui s’occupe du recrutement, et en juin 2004, trois nouveaux DJ sont sélectionnés : DJ Roll’s, Oji Team et Mathieu Fischer, portant le nombre de DJ résidents Paris One à quatre. Dorénavant, le but premier de Paris One DJ Webradio est donc de promouvoir des DJ amateurs tout en répondant toujours à des exigences de qualité musicale.

### Élargissement (2006)
Le 11 mars 2006, Paris One inaugure son deuxième flux : Paris One Replay. C'est un flux qui propose toute la programmation de Paris One avec un décalage de 6 heures afin de toucher une plus large audience. Mais ce flux décalé ne durera pas longtemps, car il revient très cher en raison du coût de la bande passante. Par ailleurs, les régies publicitaires ne concernent que les internautes français, et Paris One Replay n'est pas assez intéressant. L'idée est donc abandonnée et Paris One America (ex-Paris One Replay) devient P1 Reverse. Avec cette nouvelle appellation, le deuxième flux de Paris One étend sa programmation à une tendance plus house techno underground.
Un an et demi plus tard, ce sont deux flux supplémentaires qui viennent compléter le bouquet Paris One. En septembre 2007 tout d'abord, c'est l'ex-webradio just4listen.com à tendance deep house, soulful house et garage qui rejoint Paris One, pour devenir P1 Deeper, le troisième flux historique de Paris One. Le mois suivant (octobre 2007), c'est la tendance grandissante du style trance qui marque l'ouverture du quatrième flux, P1 Trance. À cette période, Paris One réfléchit également à l'ouverture d'un cinquième flux, afin de préserver l'identité musicale de chaque flux P1. La direction propose alors à Karl « K-Zimir » Zimmer de s'appuyer sur le succès de son émission Club Classics (avril 2005–mai 2006) pour la création du flux P1 Dance, qui diffuse depuis le 23 avril 2008 une programmation qui oscille entre des sons rétro dance du début des années 1990 et des nouveautés dance en remixes ou bootlegs.

### Dernières années (2007-2010)
En décembre 2007, la ministre de la Culture et de la Communication choisit la norme T-DMB pour la radio numérique. Des essais de diffusions de webradios en T-DMB sont donc organisés par TDF, expérimentation à laquelle France Webradios participe (et dont Paris One DJ Webradio fait partie). Les tests techniques commencent le 5 février 2008 et pendant trois semaines, 12 webradios sont ainsi diffusées en alternance depuis la tour Eiffel sur un des canaux du multiplex (Click'N'Rock, Electra Radio, Fréquence Metz, Hag'FM, Radio DLV, Imixx Radio, La Grosse Radio, Live 9, MplusM, Paris One DJ Webradio, Radio Lina, Sun Line, et World Radio Paris).
En janvier 2010, l'association décide de changer de régie publicitaire. La commercialisation des espaces du site paris-one.com est confiée à Microsoft Advertising, la régie publicitaire du géant[style à revoir] du logiciel. En novembre 2010, Paris One intègre le portail msn.fr. Le bouquet de webradios est disponible dans la rubrique « Musique » de MSN Divertissements.

## Chronologie
| Septembre 2003  | Création de l’association Paris One, à but non lucratif. |
| Février 2004    | Lancement du site web paris-one.com. |
| Décembre 2004   | Fin de Paris One dans sa version originale (Paris One Europe et le top 40 européen). |
| 28 janvier 2005 | Lancement officiel de Paris One DJ Webradio. |
| 5 février 2005  | Première diffusion de Paris One DJ Webradio. |
| 28 mai 2005     | Le nombre de DJ résidents sur Paris One passe de 12 à 14. |
| Février 2006    | Paris One DJ Webradio fête ses un an. Après la nouvelle loi DADVSI, Paris One cofonde France Webradios (Association nationale des webradios).                                                                                                 |
| Mars 2006       | Lancement d'un 2e flux le 11 mars : Paris One Replay (programmes de Paris One avec 6 h de décalage). Ce flux sera rebaptisé P1 America pendant quelque temps, puis P1 Reverse plus tard). Paris One devient P1 Europe.                        |
| 24 mars 2007    | Les 2 flux de Paris One (Paris One DJ Webradio et P1 Reverse) sont dorénavant accessibles depuis la liste des radios de iTunes. |
| 3 mai 2007      | Le président de Paris One (Sébastien Petit) est nommé au ministère de la culture |
| Septembre 2007  | La webradio www.just4listen.fr intègre Paris One et devient P1 Deeper |
| Octobre 2007    | Paris One devient la première webradio légale en France après avoir signé des contrats avec la SCPP, la SPPF et la SACEM. |
| Octobre 2007    | Lancement du flux P1 Trance. |
| Février 2008    | Le CSA retient la candidature de Paris One, qui fait partie des 12 webradios participant à l'expérimentation sur la radio numérique terrestre. Paris One est diffusée à Paris, depuis le site de la tour Eiffel en respectant la norme T-DMB. |
| Avril 2008      | Lancement du flux P1 Dance. Le flux P1 DJ Webradio devient P1 Club. |
| Juillet 2008    | P1 Trance et P1 Dance s'ajoutent à la liste des flux Paris One disponibles dans les radios listées dans iTunes. |
| Janvier 2010    | Microsoft Advertising devient la régie publicitaire de Paris One. |
| Novembre 2010   | Paris One intègre le portail msn.fr. Le bouquet de webradios est disponible dans la rubrique « Musique » de MSN Divertissements |

## Environnement concurrentiel
Malgré la durée de vie souvent limitée des webradios en France, leur nombre reste très important. Depuis sa création en 2003, Paris One DJ Webradio est en constante évolution pour répondre au mieux à la demande des auditeurs et pour s'adapter aux nouvelles lois qui sont votées au fur et à mesure que l'évolution de la diffusion numérique progresse. D'autres DJ webradios ont su faire face à ces changements et font partie du paysage concurrentiel de Paris One : FG DJ Radio et Contact (deux radios FM également diffusées sur internet), Hotmix Radio Dance et le bouquet PulsRadio.

## Logos

### Paris One DJ Webradio

2004.
2005.
2006.
2007 (variante).

### Cinq flux P1

2008.
2008.
2008.
2008.
2008.

## Soirées spéciales
- Serial Records (11 avril 2009) : Arias, Arno Cost, Muttonheads ;
- Citizen Records (13 juin 2009) : Donovan, John Lord Fonda, Missill, Monosurround, The Micronauts, Vitalic ;
- Kompakt (26 septembre 2009) ;
- BPitch Control (31 octobre 2009) ;
- Trapez (7 novembre 2009).